# Elecciones federales de Australia de 1954
Las elecciones federales de Australia de 1954 se llevaron a cabo el 29 de mayo para elegir a los miembros de la Cámara de Representantes de Australia del 22º Parlamento de Australia. La gobernante Coalición (Australia), formada por el Partido Liberal y el Partido Nacional venció los comicios y permitió a Robert Menzies gobernar un tercer mandato consecutivo, aunque la coalición perdió escaños frente a la oposición laborista.
El Partido Laborista, dirigido el exmiembro de la Corte Suprema de Australia, H. V. Evatt, formó la oposición oficial.